# مكانة وظيفية
المكانة الوظيفية هو مصطلح يصف المستويات المختلفة المرتبطة بموقف الفرد أو مكانته البارزة في مؤسسة أو السوق أو مجموعة من رجال الأعمال المحترفين ذوي الصلة.  على سبيل المثال إذا كان الشخص يعمل في الشركة في مستوى مدير إدارة أو قسم معين (في الشركة) فسيتطلع هو/هي إلى العمل أو التعامل مع أشخاص آخرين في مستوى أو «مكانة» مساوية ممن يثق في أفكارهم وإرشاداتهم ويتطلع إلى تبادل الأفكار والمعرفة معهم.
وغالبًا ما يقع الكثير من العاملين في داخل المؤسسات في حيرة من أمرهم عن أسباب إدراجهم في عملية صنع القرار أو عملية القيادة أو نيلهم التقدير الكافي من جانب بعض الأفراد سواء كانوا من العملاء أو العاملين في المؤسسات.  فما يحدث بالفعل هو عدم شعور الشخص المطلوب للمشاركة بـ مكانة مؤسسية متساوية ومن ثم لن يستجيب لهذا الطلب.  ومن الممكن أن تكون المكانة المؤسسية مشابهه لفئة الخُيلاء أو التسلسل الهرمي في المجتمع غير التجاري.
ومن الممكن أن يتسبب إدراك المكانة المؤسسية في تعزيز أو تغيير مهنة الشخص وأداء المؤسسة والنجاح وتقدير الذات.